# Manilkara gonavensis
Manilkara gonavensis är en tvåhjärtbladig växtart som först beskrevs av Ignatz Urban och Erik Leonard Ekman, och fick sitt nu gällande namn av Charles Louis Gilly och Arthur John Cronquist. Manilkara gonavensis ingår i släktet Manilkara och familjen Sapotaceae. IUCN kategoriserar arten globalt som akut hotad. Inga underarter finns listade i Catalogue of Life.